# Sigma Cygni
Sigma Cygni (σ Cygni / 67 Cygni / HD 202850 / HR 8143) es una estrella en la constelación del Cisne de magnitud aparente +4,26.
Se encuentra aproximadamente a 2760 años luz —con un amplio margen de error de ± 260 años luz— del sistema solar.
Forma parte de la asociación estelar Cyg OB4.
Sigma Cygni es una supergigante blanco-azulada de tipo espectral B9I con una temperatura superficial de 11.800 K.
Su luminosidad es unas 65.500 veces mayor que la luminosidad solar y es una estrella de gran tamaño, con un radio 63 veces más grande que el radio solar, equivalente a 0,2 UA.
Su velocidad de rotación es de al menos 30 km/s, lo que conlleva un período de rotación inferior a 72 días.
Tiene una masa entre 13 y 15 masas solares y su edad actual se estima entre 15 y 20 millones de años.
Su elevada masa condicionará su futura evolución, ya que probablemente acabará explotando como una brillante supernova.
Existe cierta evidencia de que Sigma Cygni tiene una compañera estelar cercana cuyo período orbital sería de 11 días.